# Aire métropolitaine de Chicago

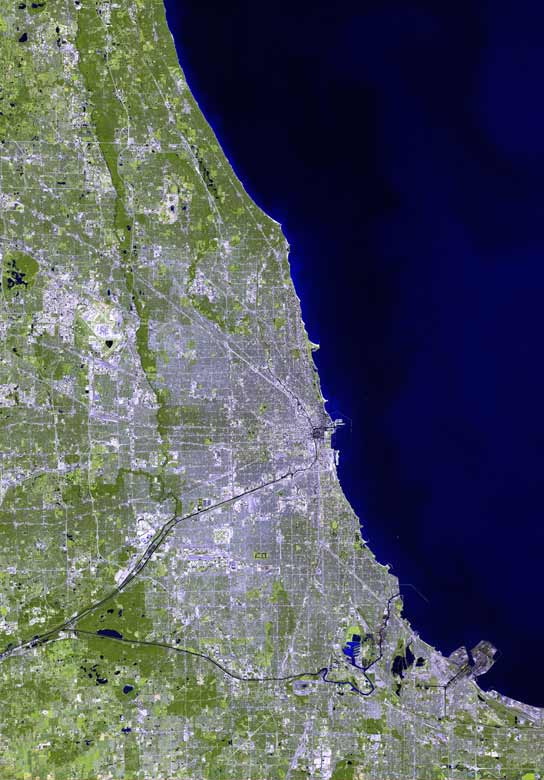
Image satellite de la ville de Chicago.

Carte des États de l'Illinois, de l'Indiana et du Wisconsin sur lesquels s'établissent les comtés qui composent le territoire de l'aire métropolitaine de Chicago (en rouge).

L'aire métropolitaine de Chicago (en anglais : Chicago metropolitan area), communément appelée « Chicagoland » parfois « Grand Chicago » (Greater Chicago), est une région métropolitaine américaine centrée sur la ville de Chicago et ses banlieues. Selon le Bureau du recensement des États-Unis, elle compte 9 785 747 habitants et s'étend sur une superficie totale de 28 163 km2 sur trois États : l'Illinois, l'Indiana et le Wisconsin,.

## Description
Chicagoland est la plus grande aire urbaine de la région du Midwest, la troisième des États-Unis et la quatrième d'Amérique du Nord après celles de Mexico, New York et Los Angeles. À l'échelle du continent américain, elle est la huitième aire urbaine après celles de Mexico, New York, São Paulo, Rio de Janeiro, Los Angeles, Buenos Aires et Lima.
Il existe deux principales explications pour définir le caractère et les limites de la région de Chicagoland. La première est la zone de juridiction du Chicago Metropolitan Agency for Planning (« Agence métropolitaine de Chicago pour la planification »), qui est une agence de planification à l'échelle métropolitaine pour les transports et le développement économique sur l'ensemble des sept comtés de l'État de l'Illinois ; la deuxième est la zone définie par le Bureau de la gestion et du budget (Office of Management and Budget, abrégé en OMB) connue comme le Chicago-Naperville-Joliet, IL-IN-WI pour les statistiques de l'aire urbaine, prises en compte par la Metropolitan Statistical Area (MSA).
La région métropolitaine est également officieusement appelée par les résidents « Chicagoland », un terme qui peut inclure des zones à l'extérieur de l'aire urbaine dans le cadre d'une plus large combinaison pour les statistiques (CSA). La partie de la région située dans l'État de l'Indiana est appelée Nord-Ouest Indiana, et celle qui se trouve dans le Wisconsin, Kenosha.
La région métropolitaine de Chicago inclut parfois la région de Milwaukee et la ville de Racine dans le Wisconsin, créant ainsi une mégalopole. Elle comprend aussi parfois des villes d'importance régionale situées à proximité comme Rockford (Illinois), South Bend (Indiana) ou encore Madison (Wisconsin).

## Chicago Metropolitan Agency for Planning(CMAP)
Comprenant sept comtés de l'État de l'Illinois dans ses limites juridictionnelles, le Chicago Metropolitan Agency for Planning (en français « Agence métropolitaine de Chicago pour la planification » ; connue sous l'acronyme « CMAP ») est une agence métropolitaine responsable de la planification pour les transports en commun, l'aménagement du territoire, et du développement à long terme dans le domaine économique à l'échelle de l'aire métropolitaine de Chicago (hormis les comtés situés dans les États voisins de l'Indiana et du Wisconsin).
La région a une population de 8,15 millions d'habitants selon le Bureau du recensement des États-Unis et se compose de sept comtés de l'État de l'Illinois :
- Comté de Cook (Illinois)
- Comté de DuPage (Illinois)
- Comté de Kane (Illinois)
- Comté de Kendall (Illinois)
- Comté de Lake (Illinois)
- Comté de McHenry (Illinois)
- Comté de Will (Illinois)

## Géographie

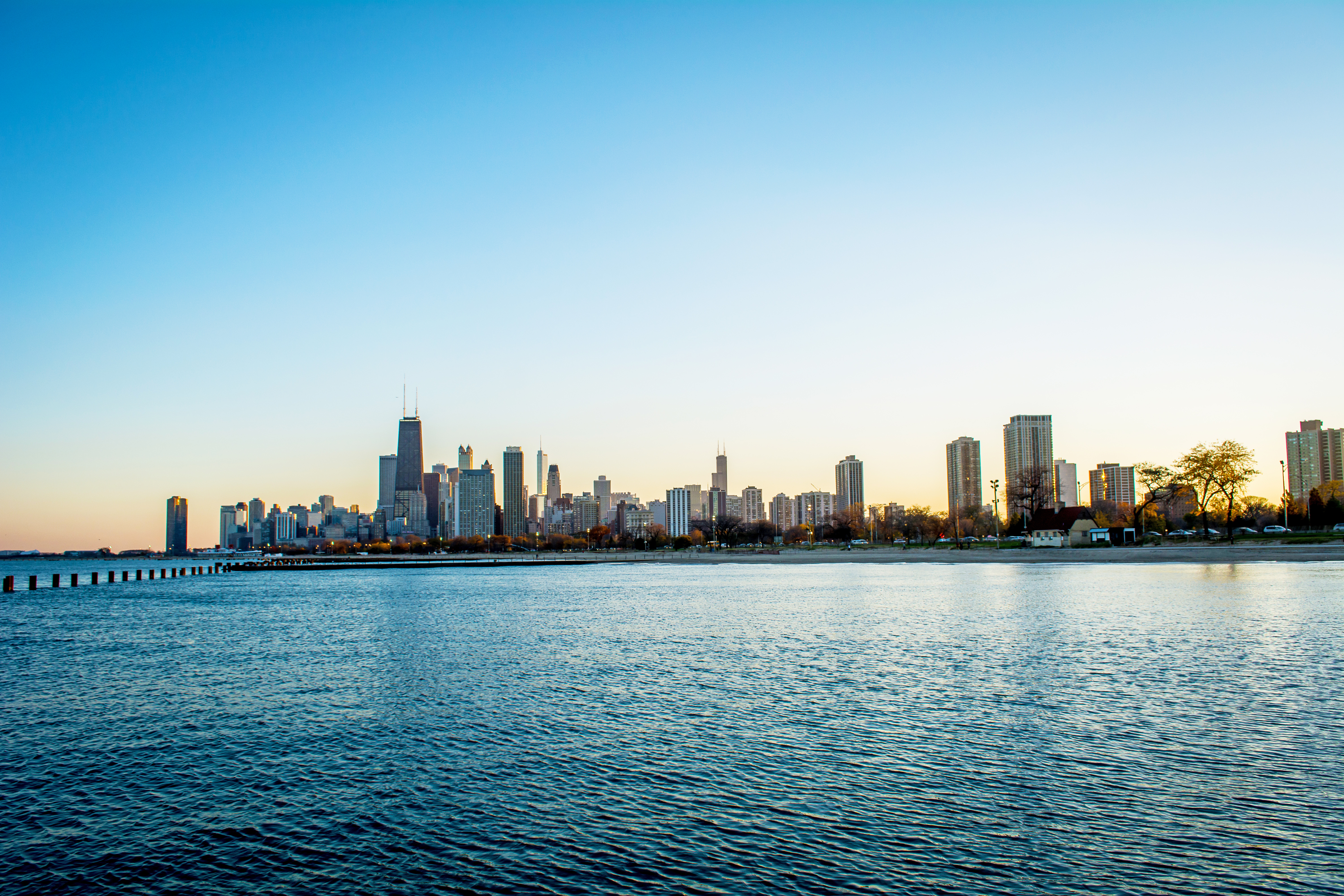
Downtown Chicago, le quartier d'affaires de la ville de Chicago, vu depuis le lac Michigan. Troisième ville des États-Unis par sa population, elle constitue également la ville centre de l'aire métropolitaine de Chicagoland.

La ville de Chicago se trouve dans la plaine de Chicago, une zone plate et large caractérisée par un faible relief topographique. Les quelques collines basses sont des crêtes de sable. Au nord de la plaine de Chicago, des falaises abruptes et des ravins longent le lac Michigan.
Le long de la rive sud de la plaine de Chicago, des dunes de sable longent le lac. Les dunes les plus hautes atteignent près de 61 m (200 pieds) et se trouvent dans le parc national des Indiana Dunes dans l'Indiana. Autour de la plaine basse se trouvent des bandes de moraines dans les banlieues sud et ouest. Ces zones sont plus élevées et plus accidentées que la plaine de Chicago. Le portage de Chicago (Chicago Portage), ligne de partage des eaux séparant le bassin versant du Mississippi de celui des Grands Lacs et du fleuve Saint-Laurent, traverse la région de Chicago.
Une étude de 2012 sur les arbres et forêts urbaines dans la section de l'Illinois de sept comtés de la région de Chicago a révélé que 21 % du terrain est couvert par la canopée d'arbres et d'arbustes, composée d'environ 157 142 000 arbres. Les cinq espèces d'arbres les plus courantes sont le nerprun, le frêne vert, le buis, le cerisier noir et l'orme d'Amérique. Ces ressources remplissent des fonctions importantes en matière de stockage du carbone, de recyclage de l'eau et d'économie d'énergie.
La région de Chicago appartient à trois ensembles géographiques et économiques importants : l'ancienne région industrielle de la Manufacturing Belt (« ceinture des usines »), aujourd'hui appelée la Rust Belt (« ceinture de la rouille »), la région agricole du Midwest (réputée pour sa culture du maïs) est connue sous l'appellation de la Corn Belt (« ceinture de maïs »), et la voie de transport fluvial des Grands Lacs. Cette situation avantageuse explique en partie l'essor de l'agglomération de Chicago. Au XIXe siècle, c'est aux voies d'eau que Chicago doit en partie sa prospérité. Tête de navigation sur les lacs, Chicago est en effet un véritable port de haute mer et concurrence directement les ports de la côte est des États-Unis comme New York et Boston. Elle débouche vers l'ouest sur les Grandes Plaines. Par sa situation de carrefour au centre du continent, la région de Chicago devient rapidement la tête de pont de la conquête de l'Ouest américain.

## Statistiques de la région métropolitaine

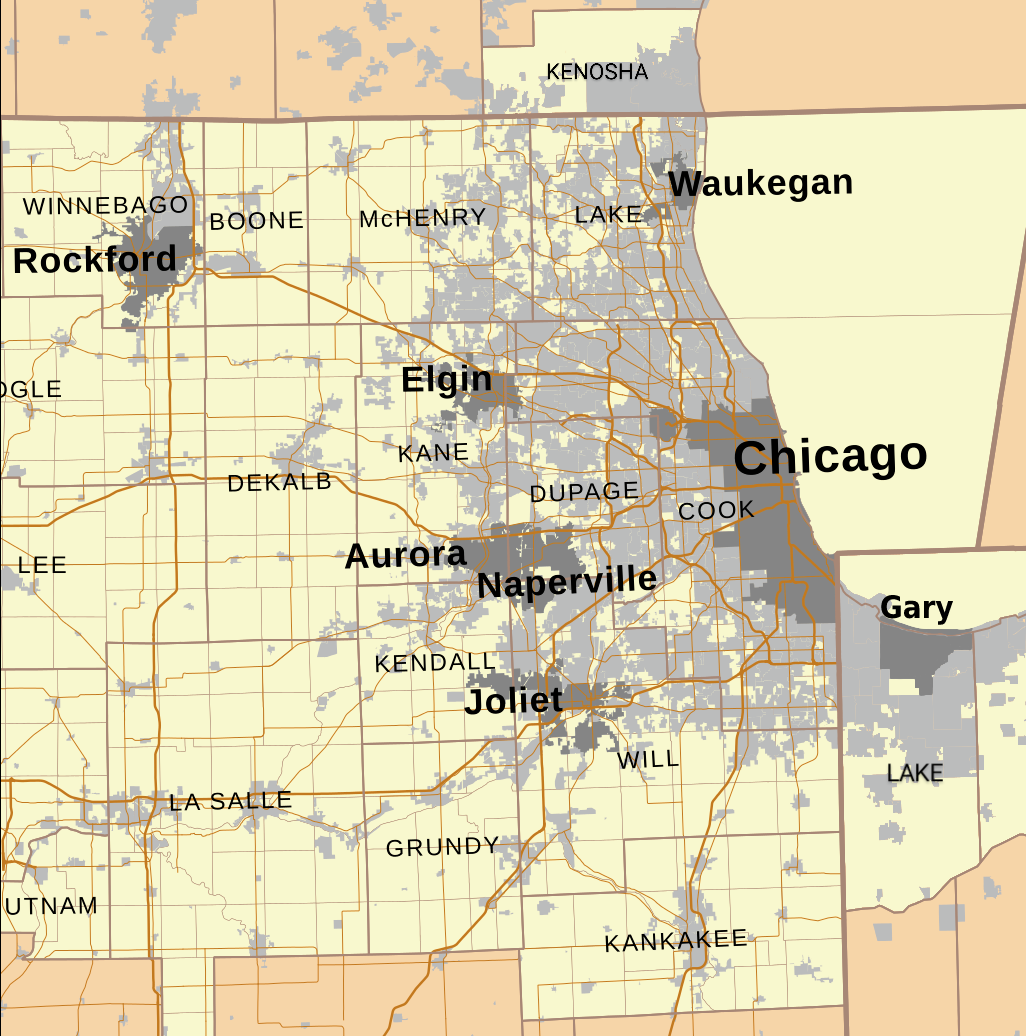
Carte de l'aire métropolitaine de Chicago.

Image satellite de l'aire métropolitaine de Chicago de nuit.

Les statistiques de la région métropolitaine de Chicago (MSA) sont utilisées par le Bureau du recensement des États-Unis depuis 1950, pour les données démographiques et les statistiques dans le domaine économique pour la région de Chicago qui comprend les comtés de Cook, DuPage, Kane et Lake (dans l'Illinois) et le comté de Lake (dans l'Indiana). Depuis plusieurs années, les comtés environnants voient leurs densités de population augmenter et le nombre de leurs résidents à être employés dans le comté de Cook grimper ; ces comtés répondent aux critères de recensement et seront ajouter à la MSA.
La Metropolitan Statistical Area (MSA) de Chicago est la plus grande des États-Unis par sa population avec 9 785 747 habitants (évaluation 2020).
- Chicago-Naperville-Joliet, IL (7 952 540 habitants.)
  - Comté de Cook (Illinois)
  - Comté de DeKalb (Illinois)
  - Comté de DuPage (Illinois)
  - Comté de Grundy (Illinois)
  - Comté de Kane (Illinois)
  - Comté de Kendall (Illinois)
  - Comté de McHenry (Illinois)
  - Comté de Will (Illinois)

- Gary, IN (698 971 habitants)
  - Comté de Jasper (Indiana)
  - Comté de Lake (Indiana)
  - Comté de Newton (Indiana)
  - Comté de Porter (Indiana)

- Comté de Lake, IL - Comté de Kenosha, WI (873 162 habitants)
  - Comté de Lake (Illinois)
  - Comté de Kenosha (Wisconsin)

### Statistiques par rassemblement
Le Bureau de la gestion et du budget (Office of Management and Budget ; OMB) définit également une région légèrement plus grande, le secteur statistique combiné (CSA), combinant les zones métropolitaines de Chicago et les villes de Michigan City (Indiana) et de Kankakee (Illinois). Ce secteur représente l'ampleur de la taille du marché du travail pour la région entière. Le secteur tout entier, comprenant la zone métropolitaine de Chicago, a une population de 9 745 165 habitants.
Cependant, on parle de plus en plus d'une agglomération élargie qui pourrait inclure Milwaukee comme c'est le cas de Washington-Baltimore, Boston-Providence, San-Francisco-Oakland-San-José. Elle regrouperait les deux aires métropolitaines de Chicago et Milwaukee. La population de cet ensemble représente une population de 11 285 733 habitants. La surface du territoire couvre 22 200 km2, 33 000 km2 si l'on inclut les surfaces en eau.
Il est important de savoir qu'aux États-Unis les densités de populations sont calculées sur la partie terrestre. Les surfaces en eaux ne sont pas prises en compte. Les aires métropolitaines tiennent compte des surfaces terrestres et des surfaces en eau. La zone géographique Chicago-Milwaukee concentre beaucoup de surfaces en eau en raison du lac Michigan situé sur ses rives en plus des nombreux cours d'eau de la région.

## Origines du terme «Chicagoland»

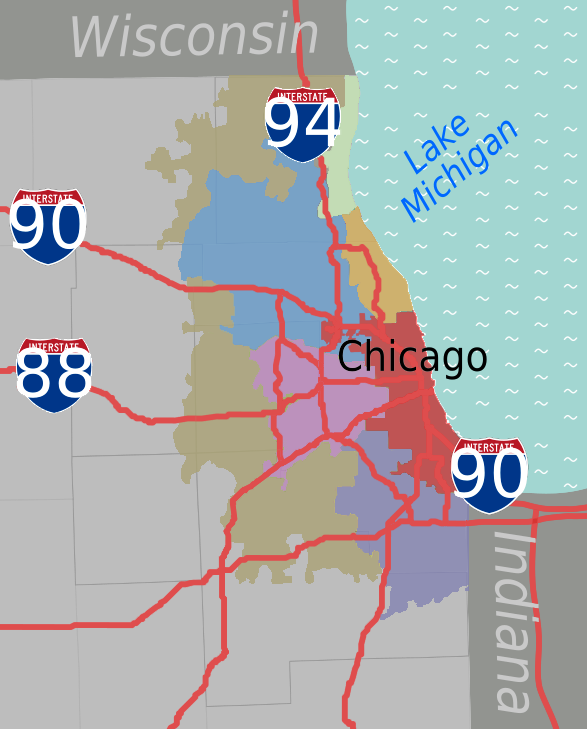
La région de Chicagoland : la ville de Chicago, la North Shore, les banlieues nord-ouest, les banlieues nord, les banlieues ouest, les banlieues sud et les autres banlieues.

Chicagoland est le nom que donne familièrement les habitants de la région pour parler de l'aire urbaine de Chicago. Ce terme est aussi employé par les rédacteurs publicitaires, les agences de publicité, les journalistes et les promoteurs immobiliers. Le premier à avoir utilisé ce terme est le journaliste Robert R. McCormick du Chicago Tribune.
Il n'y a aucune définition précise pour le terme « Chicagoland » qui peut inclure dans ses limites des parties plus grandes que la Metropolitan Statistical Area (MSA) et la Combined Metropolitan Statistical Area (CSA). Le journal Chicago Tribune, qui a défini la limite territoriale, inclut la ville de Chicago, le reste du comté de Cook, huit comtés voisins de l'Illinois (Lake, McHenry, DuPage, Kane, Kendall, Grundy et Kankakee) et deux comtés dans l'État voisin de l'Indiana (Lake et Porter). Le département du tourisme dans l'Illinois définit Chicagoland comme le comté de Cook (sans la ville de Chicago), et seulement les comtés de Lake, DuPage et Kane. La chambre de commerce et d'industrie de Chicagoland définit la région comme étant l'intégralité des comtés de Cook, DuPage, Kane, Lake, Will et McHenry.
Le colonel Robert R. McCormick, rédacteur et éditeur du Chicago Tribune, obtient habituellement le crédit pour placer la limite d'usage courant. La conception de McCormick est que la région de Chicagoland s'étire sur les États voisins de l'Iowa et du Michigan. La première utilisation fut employée le 27 juillet 1926 avec pour titre : « Les tombeaux de Chicagoland : Une excursion des découvertes » par le journaliste James O'Donnell Bennett. Il a fait remarquer qu'à Chicagoland on trouvait tout dans un rayon de 200 miles autour de la ville de Chicago. Le Tribune fut l'un des journaux les plus importants de la région de Chicagoland, et est devenu avec le temps étroitement rattaché à la métropole par des liens commerciaux.

## Démographie
Les villes d'Aurora, Elgin, Joliet et Naperville sont connues pour être les seules boomburbs en dehors de la Sun Belt, des États de la côte ouest des États-Unis et des États des montagnes. Le comté de Kendall est classé comme étant le comté ayant la croissance démographique la plus rapide aux États-Unis avec plus de 10 000 personnes supplémentaires entre 2000 et 2007.
Dans la région métropolitaine de Chicago : les banlieues nord situées le long du rivage du lac Michigan sont habitées par des populations relativement aisées et issues des classes moyennes. Ces banlieues sont constituées de vastes quartiers résidentiels avec des maisons et jardins comprenant des piscines, parfois des manoirs et de jolies demeures bien entretenues (dont la région connue sous l'appellation de « North Shore »). Les banlieues ouest et nord-ouest contiennent un certain nombre de communes assez riches tandis que les banlieues sud (connues sous le nom de « Chicago Southland ») le sont moins, avec des revenus médians inférieurs et comprennent des communes parfois assez pauvres. Dans la ville de Chicago : le North Side (quartiers nord de Chicago) est relativement aisé, le West Side (quartiers ouest de Chicago) et le South Side (quartiers sud de Chicago) comprennent certains des quartiers qui figurent parmi les plus pauvres de la ville. Selon le recensement 2010, le comté de DuPage a le revenu domestique médian le plus élevé que n'importe quel autre comté dans la région du Midwest.
Selon le bureau du recensement des États-Unis, les indices de pauvreté des plus grands comtés sont comme suit : McHenry 3,70 %, Dupage 5,90 %, Kendall 6,70 %, Lake 6,90 %, Kane 7,40 %, Cook 14,50 %.

### Population
| Région recensée | 1950      | 1960      | 1970      | 1980      | 1990      | 2000      | 2010      |
| --- | --------- | --------- | --------- | --------- | --------- | --------- | --------- |
| Chicago-Naperville-Joliet (IL-IN-WI) | 5 495 364 | 6 794 461 | 7 612 314 | 7 869 542 | 8 065 633 | 9 098 316 | 9 461 105 |
| Comté de Cook (Illinois) | 4 508 792 | 5 129 725 | 5 492 369 | 5 253 655 | 5 105 067 | 5 376 741 | 5 194 675 |
| Comté de DeKalb (Illinois) | 40 781    | 51 714    | 71 654    | 74 624    | 77 932    | 88 969    | 105 160   |
| Comté de DuPage (Illinois) | 154 599   | 313 459   | 491 882   | 658 835   | 781 666   | 904 161   | 916 924   |
| Comté de Grundy (Illinois) | 19 217    | 22 350    | 26 535    | 30 582    | 32 337    | 37 535    | 50 063    |
| Comté de Kane (Illinois) | 150 388   | 208 246   | 251 005   | 278 405   | 317 471   | 404 119   | 515 269   |
| Comté de Kendall (Illinois) | 12 115    | 17 540    | 26 374    | 37 202    | 39 413    | 54 544    | 114 736   |
| Comté de Lake (Illinois) | 179 097   | 293 656   | 382 638   | 440 372   | 516 418   | 644 356   | 496 005   |
| Comté de McHenry (Illinois) | 50 656    | 84 210    | 111 555   | 147 897   | 183 241   | 260 077   | 315 943   |
| Comté de Will (Illinois) | 134 336   | 191 617   | 249 498   | 324 460   | 357 313   | 502 266   | 677 560   |
| Comté de Jasper (Indiana) | 17 031    | 18 842    | 20 429    | 26 138    | 24 960    | 30 043    | 33 478    |
| Comté de Lake (Indiana) | 368 152   | 513 269   | 546 253   | 522 965   | 475 594   | 484 564   | 308 760   |
| Comté de Newton (Indiana) | 11 006    | 11 502    | 11 606    | 14 844    | 13 551    | 14 566    | 14 244    |
| Comté de Porter (Indiana) | 40 076    | 60 279    | 87 114    | 119 816   | 128 932   | 146 798   | 164 343   |
| Comté de Kenosha (Wisconsin) | 75 238    | 100 615   | 117 917   | 123 137   | 128 181   | 149 577   | 166 426   |
| Aucune population du comté énumérée avec un fond gris-clair n'a été incluse dans le total parce que le comté n'était pas une partie du secteur statistique à l'heure de ce recensement. |           |           |           |           |           |           |           |

## Principales villes

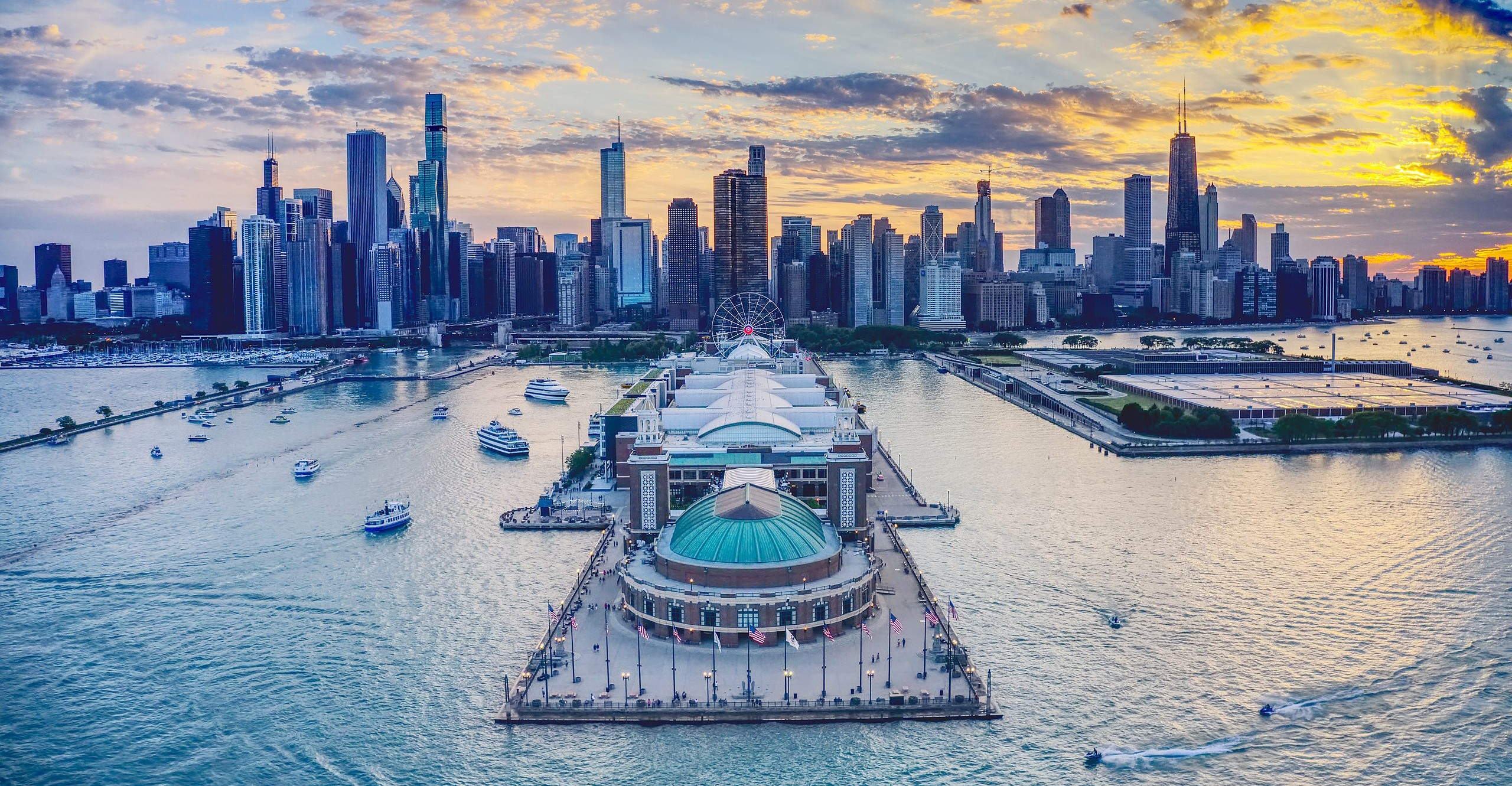
Vue sur les gratte-ciel de Chicago avec la jetée Navy au premier plan.

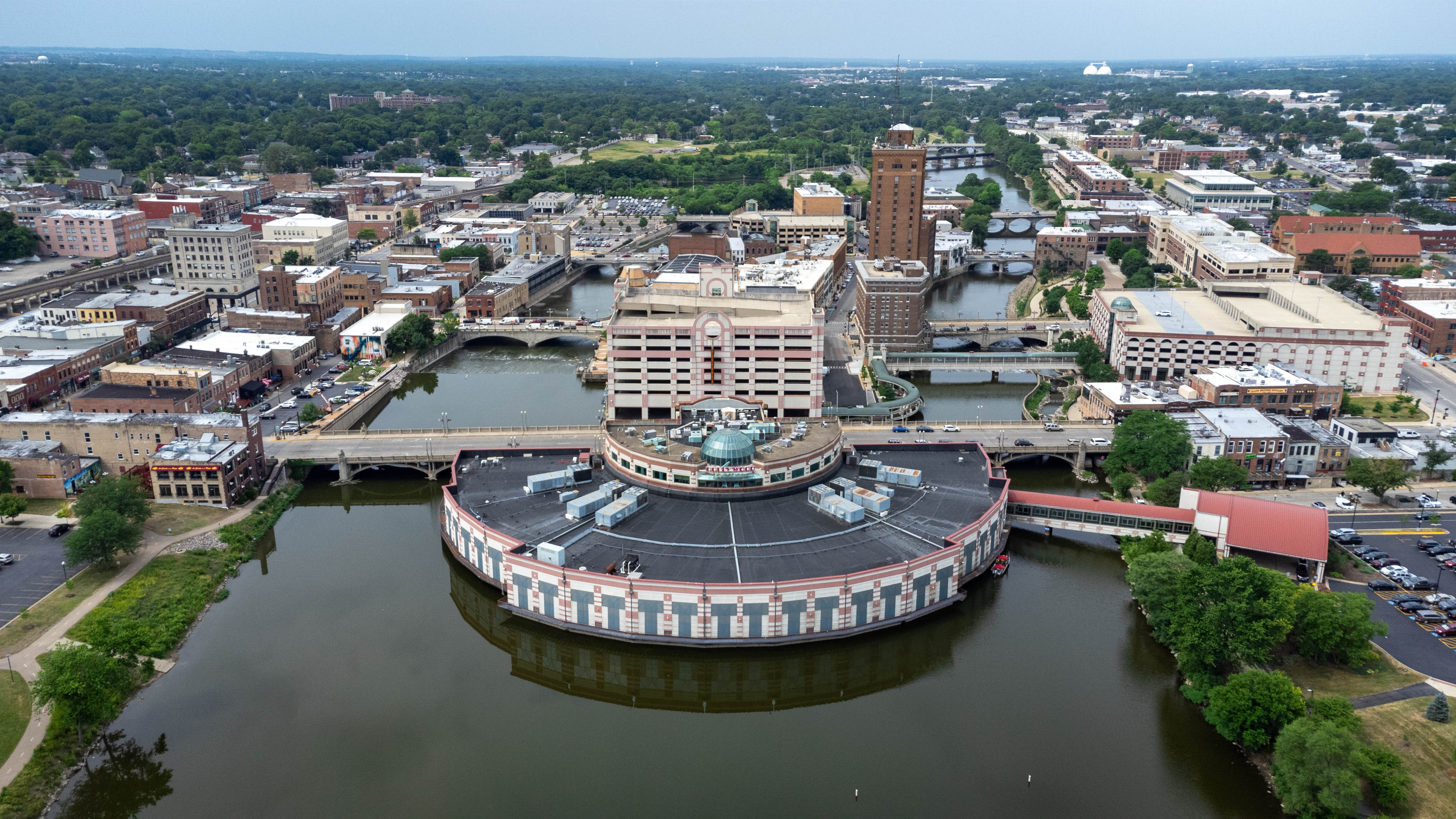
Vue sur la ville d'Aurora, deuxième ville en importance de l'agglomération.

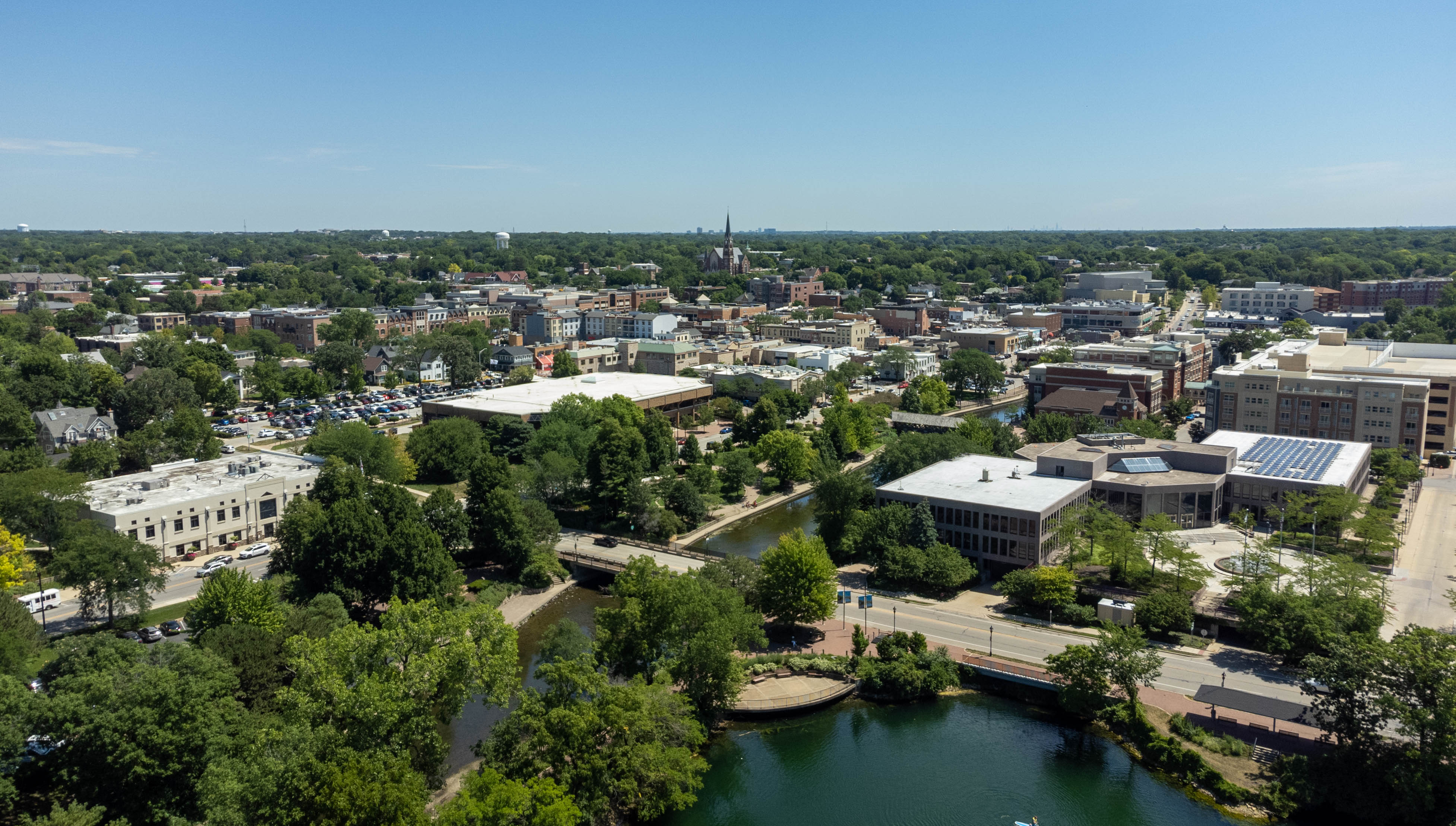
Vue sur la ville de Naperville, cinquième ville de l'agglomération.

### Plus de2 millionsd'habitants
- Chicago (Illinois)

### Plus de100 000 habitants
- Aurora (Illinois)
- Elgin (Illinois)
- Joliet (Illinois)
- Naperville (Illinois)

### Plus de60 000 habitants
- Arlington Heights (Illinois)
- Bolingbrook (Illinois)
- Cicero (Illinois)
- Evanston (Illinois)
- Gary (Indiana)
- Hammond (Indiana)
- Kenosha (Wisconsin)
- Palatine (Illinois)
- Schaumburg (Illinois)
- Skokie (Illinois)
- Waukegan (Illinois)

## Zones urbaines dans la MSA de Chicago
Dans la limite des 16 comtés de l'aire urbaine fixée par le Chicago Metropolitan Area se trouvent les zones urbaines de la Metropolitan Statistical Area (MSA). Il existe des subdivisions de la région, dont 27 zones urbaines et faisceaux. Le plus petit espace indique la distance la plus courte entre les zones urbaines ou le faisceau donné et les zones urbaines de Chicago.
| Rang | Zone urbaine                                 | type | Population (recensement 2000) | Superficie (km2) | Espace (km) |
| ---- | -------------------------------------------- | ---- | ----------------------------- | ---------------- | ----------- |
| 1    | Chicago-Aurora-Elgin-Joliet-Waukegan, IL-IN  | UA   | 8 307 904                     | 5 498,1          | n/a         |
| 2    | Round Lake Beach-McHenry-Grayslake, IL-WI^ † | UA   | 226 848                       | 344,9            | 2           |
| 3    | Kenosha, WI †                                | UA   | 110 942                       | 109,2            | 1           |
| 4    | Michigan City-LaPorte, IN-MI^^ †             | UA   | 66 199                        | 86,1             | 3           |
| 5    | Kankakee-Bradley-Bourbonnais, IL             | UA   | 65 073                        | 71,5             | >10         |
| 8    | Morris, IL                                   | UC   | 13 927                        | 19,3             | >10         |
| 9    | Sandwich, IL^^^                              | UC   | 12 248                        | 23,9             | >10         |
| 10   | Braidwood-Coal City, IL                      | UC   | 11 607                        | 19,5             | >10         |
| 11   | Harvard, IL                                  | UC   | 8 575                         | 13,3             | >10         |
| 12   | Lakes of the Four Seasons, IN †              | UC   | 8 450                         | 12,5             | 4           |
| 13   | Lowell, IN                                   | UC   | 7 914                         | 15,8             | >10         |
| 14   | Wilmington, IL                               | UC   | 7 107                         | 20,8             | >10         |
| 15   | Manteno, IL                                  | UC   | 7 106                         | 9,4              | >10         |
| 16   | Marengo, IL                                  | UC   | 6 854                         | 8,6              | >10         |
| 17   | Rensselaer, IN                               | UC   | 6 096                         | 10,9             | >10         |
| 18   | Plano, IL †                                  | UC   | 5 911                         | 6,5              | 3           |
| 19   | Genoa, IL                                    | UC   | 5 137                         | 5,5              | >10         |
| 20   | Genoa City, WI-IL^^^^ †                      | UC   | 5 126                         | 12,5             | >10         |
| 21   | Westville, IN                                | UC   | 5 077                         | 4,4              | >10         |
| 22   | Hebron, IN                                   | UC   | 4 150                         | 11,7             | >10         |
| 23   | Momence, IL                                  | UC   | 3 711                         | 9,7              | >10         |
| 24   | Peotone, IL †                                | UC   | 3 358                         | 3,5              | 9           |
| 25   | Wonder Lake, IL †                            | UC   | 2 798                         | 2,0              | 5           |
| 26   | Monee, IL †                                  | UC   | 2 787                         | 3,7              | 3           |
| 27   | Union Township, IN †                         | UC   | 2 593                         | 4,9              | 1           |
| 28   | Hampshire, IL †                              | UC   | 2 591                         | 2,0              | 6           |

## Économie

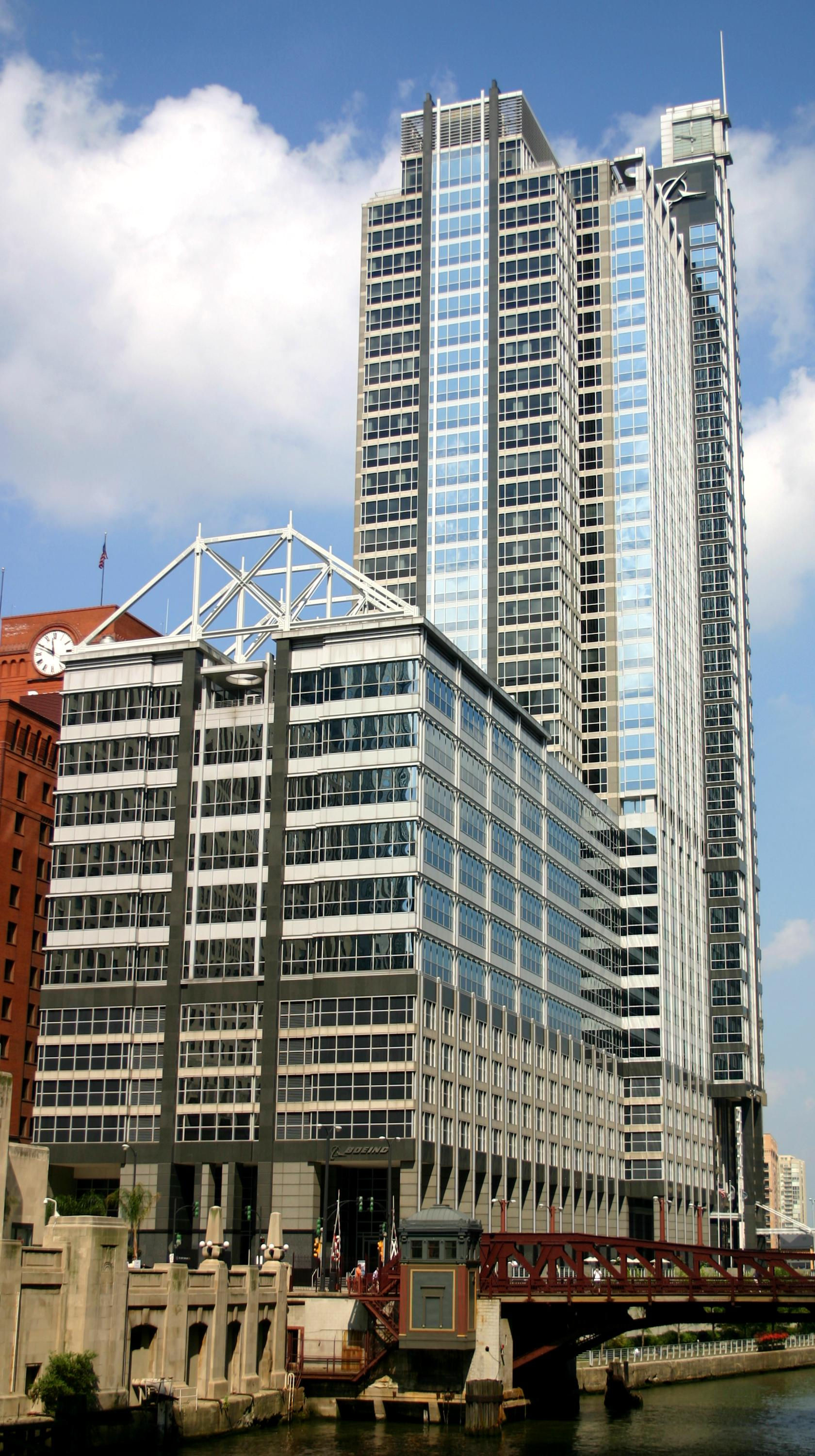
Le Boeing International Headquarters, siège social de l'entreprise Boeing à Chicago.

Entre le début de la guerre de Sécession (1861-1865) jusqu'aux années 1930, avec un pic en 1924, l'économie de Chicago était largement dominé par l'industrie de la viande. Les grands abattoirs de Chicago (Union Stock Yards ; en français : « parcs à bestiaux ») ont transformé plus de viande que n'importe quel autre endroit dans le monde. Entre 1865 et 1971, plus d'un milliard de têtes de bétail furent abattues dans les gigantesques usines des industriels de Chicago, en premier lieu Swift & Company, qui révolutionnèrent les techniques d'abattage et de distribution. Ville en plein essor, Chicago était le principal nœud ferroviaire du pays au milieu du XIXe siècle. En faisant de Chicago un centre d'abattage et de distribution, Philip Danforth Armour et Gustavus Franklin Swift ont fait de la ville le cœur de l'industrie de la viande américaine. Environ 82 % de la viande consommée aux États-Unis provenait des abattoirs de Chicago.
L'aire métropolitaine de Chicago possède l'une des économies les plus importantes et les plus diversifiées du monde. Avec plus de six millions d'employés à temps plein et à temps partiel, la région est un facteur clé de la région du Midwest et de l'économie de l'Illinois, l'État ayant un produit intérieur brut (PIB) annuel de plus de 1 000 milliards de dollars. La région métropolitaine de Chicago a généré un produit régional brut (PRB) annuel d'environ 700 milliards de dollars en 2018. La région abrite plus de 400 sièges sociaux de grandes entreprises dont 34 compagnies figurant sur la liste fortune 500, et 57 compagnies de la fortune 1000, comprenant Boeing, McDonald's, United Airlines, Motorola, Sears, Mondelēz International, NAVTEQ, Tropicana, Quaker Oats Company, Playboy Enterprises, représentant ainsi un groupe divers d'industries.
Le secteur des transports et du commerce est très développé et offre un réseau multimodal de premier ordre dans le pays. Aujourd'hui, la ville de Chicago représente la deuxième place boursière des États-Unis et détient la plus grande bourse du monde pour les matières premières. Elle est la deuxième ville américaine pour l'édition derrière New York.
La région est une place financière majeure en Amérique du Nord. Avec de nombreuses entreprises s'installant à Chicagoland, la région s'est classée comme la première région métropolitaine du pays pour les relocalisations d'entreprises pendant six années consécutives.
Au cours du XXe siècle, la région de Chicago a commencé à produire des quantités significatives dans les domaines des télécommunications, de l'électronique, de l'acier, des automobiles, et des équipements industriels. Elle s'est également développé dans les domaines de l'éducation supérieure, la logistique, et les matériaux et équipements liés aux soins médicaux.
The Wall Street Journal a récapitulé l'historique économique de la région de Chicago en novembre 2006, en ajoutant le commentaire « Chicago a survécu en se réinventant à plusieurs reprises ».

## Voies de communication et transports
L'aire métropolitaine de Chicago constitue l'un des principaux nœuds de communication en Amérique du Nord. Dès le XVIIIe siècle, avec la traite de fourrures, le commerce du bois et les productions agricoles, la ville est marquée par sa vocation marchande. Aujourd'hui, l'agglomération constitue un carrefour de cinq autoroutes fédérales et de six lignes de chemin de fer d'importance nationale. Les divers aménagements et infrastructures font de Chicago une plate-forme multimodale primordiale aux États-Unis.
L'agglomération est desservie par quatre aéroports internationaux (O'Hare, Midway, Rockford et Gary), un large réseau de transports en commun (bus et métro) mais également par des trains de banlieue (Metra) et des trains nationaux à grande capacité (Amtrak). Chicago est la quatrième ville des États-Unis pour le nombre d'utilisateurs sur le réseau Amtrak.

### Chicago Transit Authority

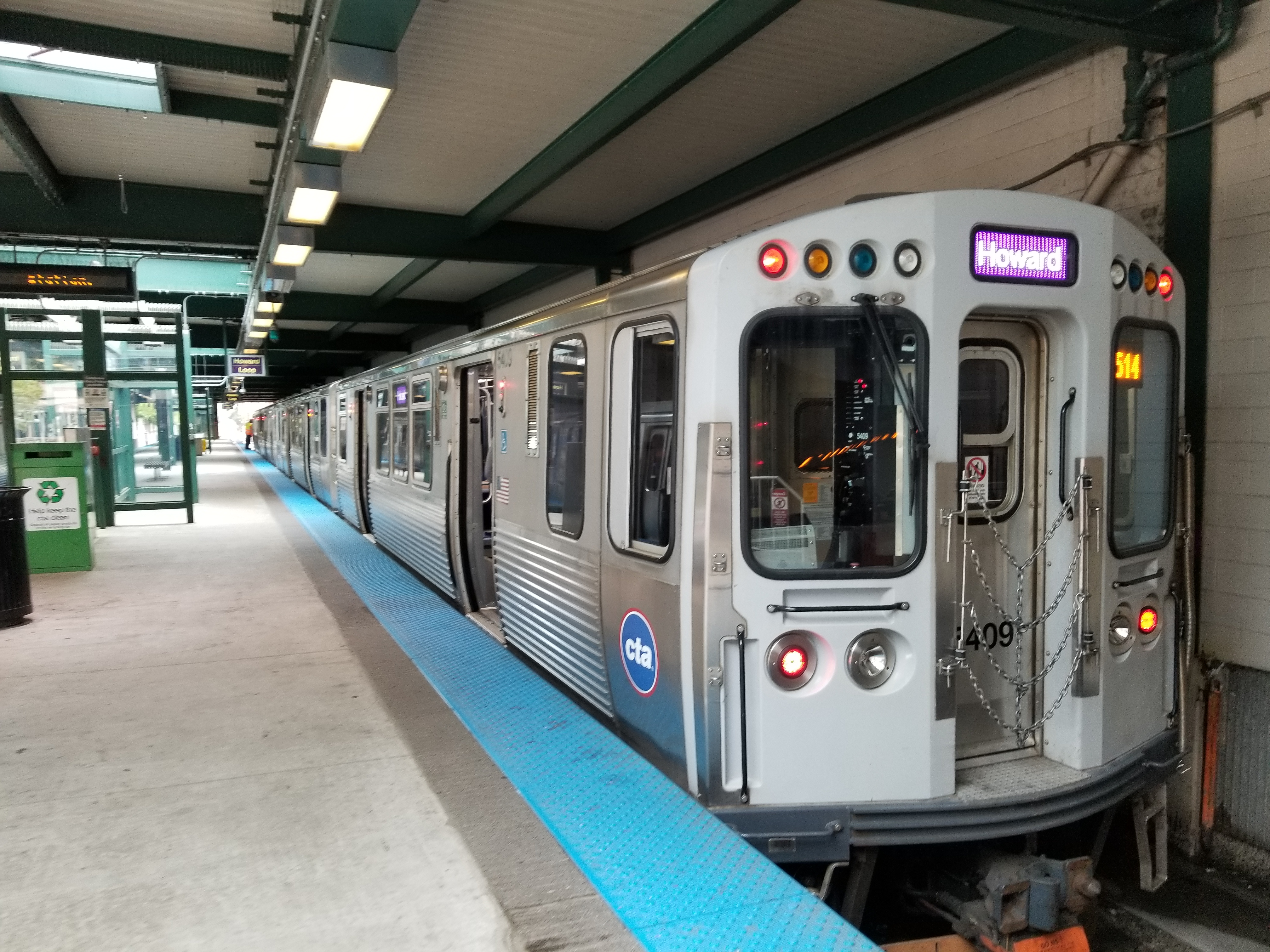
Une rame de la ligne mauve du métro de Chicago à la station Linden.

La Chicago Transit Authority, connue sous l'acronyme « CTA », est l'organisme chargé des transports en commun (métro et bus) dans la ville de Chicago et 40 municipalités de la proche banlieue.
La ville possède un important réseau de métro long de 171 kilomètres réparties sur 8 lignes, 151 stations, 19,5 kilomètres en tunnel avec 21 stations, 59 kilomètres en surface avec 41 stations et 92 kilomètres en aérien avec 89 stations. Le métro possède 1190 rames. La majeure partie des lignes et des stations sont dans la ville de Chicago excepté plusieurs kilomètres aux extrémités des lignes verte (Oak Park), bleue (Forest Park), rose (Cicero), mauve (Wilmette) et jaune (Skokie).
Son réseau de bus transporte plus de 25 millions de passagers par mois, soit en moyenne environ un million de passagers par jour et dessert plus de 12 000 arrêts de bus à travers la ville de Chicago et quarante municipalités de la proche banlieue. La flotte de bus de la CTA est dotée de plus de 2 000 véhicules répartis sur 154 lignes et sur 3 658 km au total desservant 12 000 arrêts.

### Metra

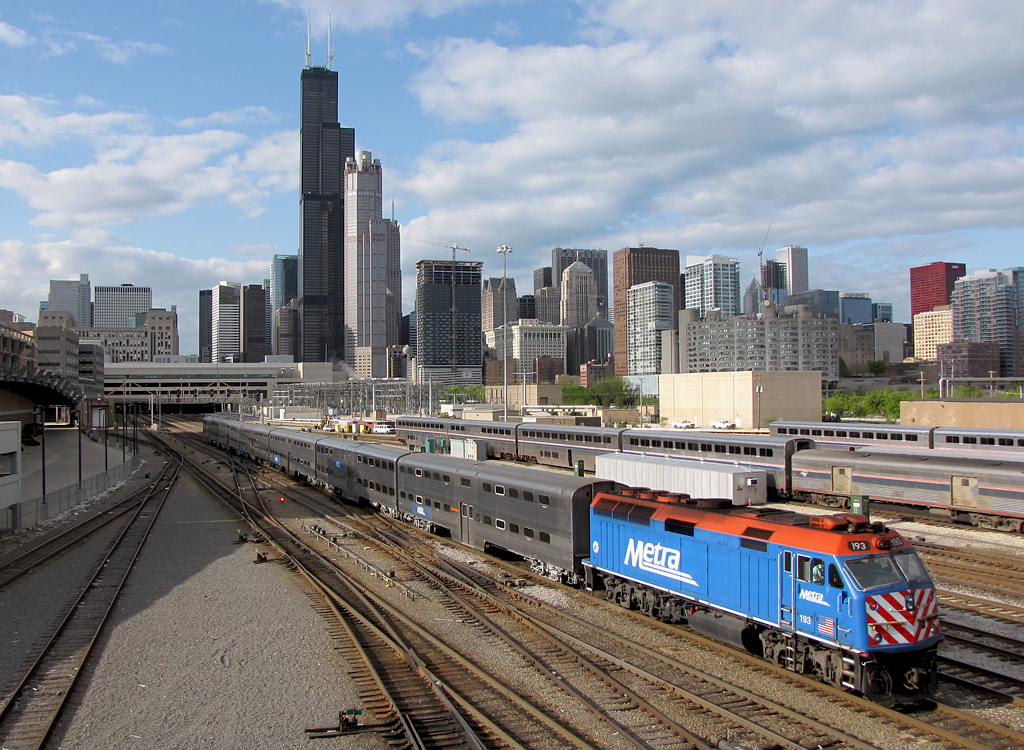
Un train de banlieue du réseau Metra sortant d'une gare de Chicago.

Le Metra est un réseau de chemin de fer de train de banlieue desservant la ville de Chicago et une grande partie de l'agglomération de Chicago. Il contient plus de 200 stations réparties sur 11 lignes différentes à travers l'aire urbaine. Il est le lieu de plus de 80 millions de trajets par an sur un réseau de 797 kilomètres de voies à travers l'aire métropolitaine de Chicago. Il est considéré comme le RER de Chicago.
Les principales gares de la ville de Chicago sont :
- Union Station
- Millennium Station
- Ogilvie Transportation Center
- LaSalle Street Station
- Van Buren Street Station
- 35th Street – Jones/Bronzeville Station

### Regional Transportation Authority
La Regional Transportation Authority souvent abrégée en (RTA) est l'organisme administratif, financier et de surveillance pour les trois sociétés de transport dans la région métropolitaine de Chicago que sont la Chicago Transit Authority (bus urbains et métro), le Metra (trains de banlieue) et le Pace (réseau de bus desservant six comtés de l'agglomération) : Cook, DuPage, Kane, Lake, McHenry et Will. Il est le lieu de plus de 80 millions de trajets par an.

### Aéroports

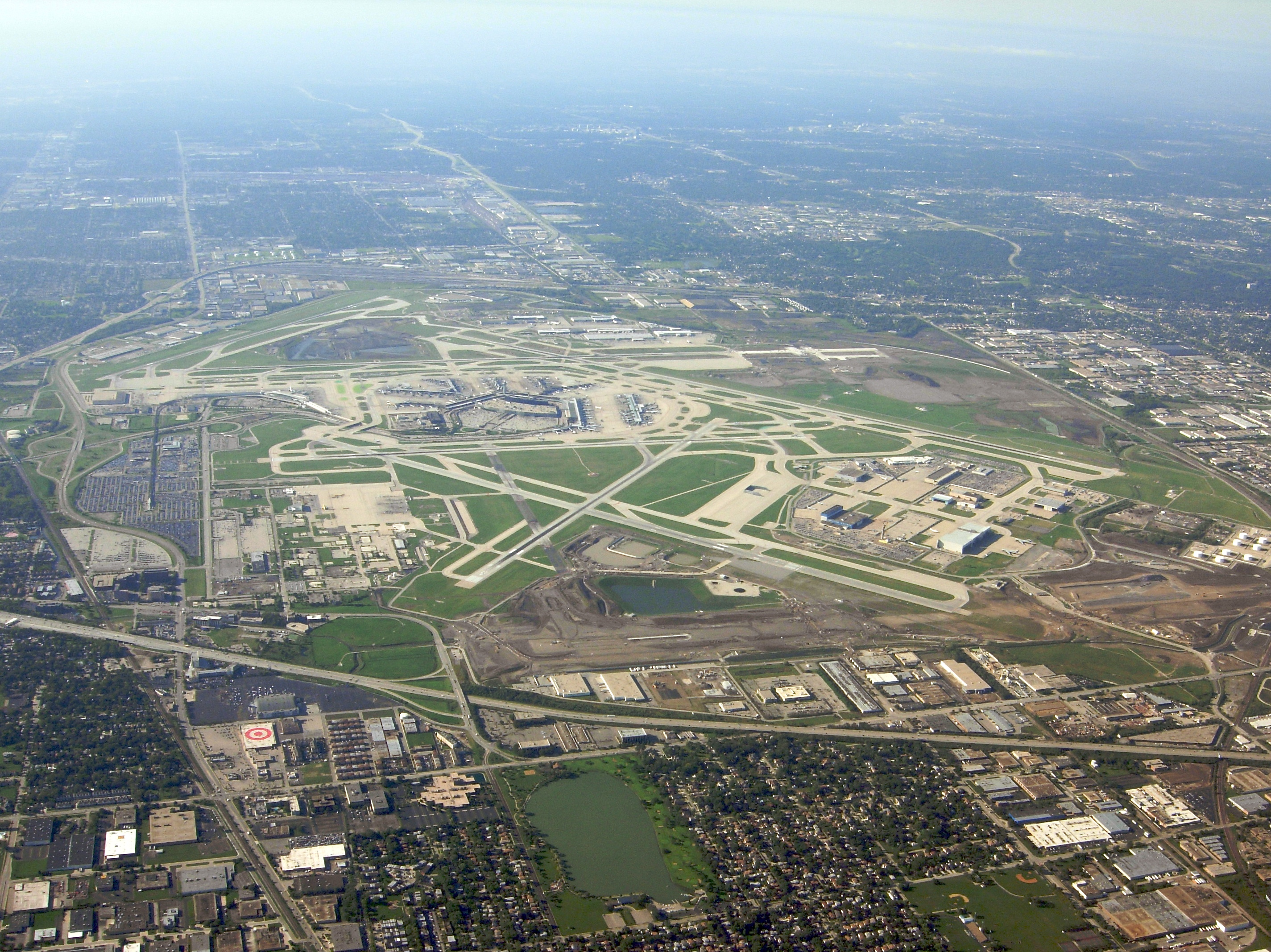
Vue aérienne de l'aéroport international O'Hare.

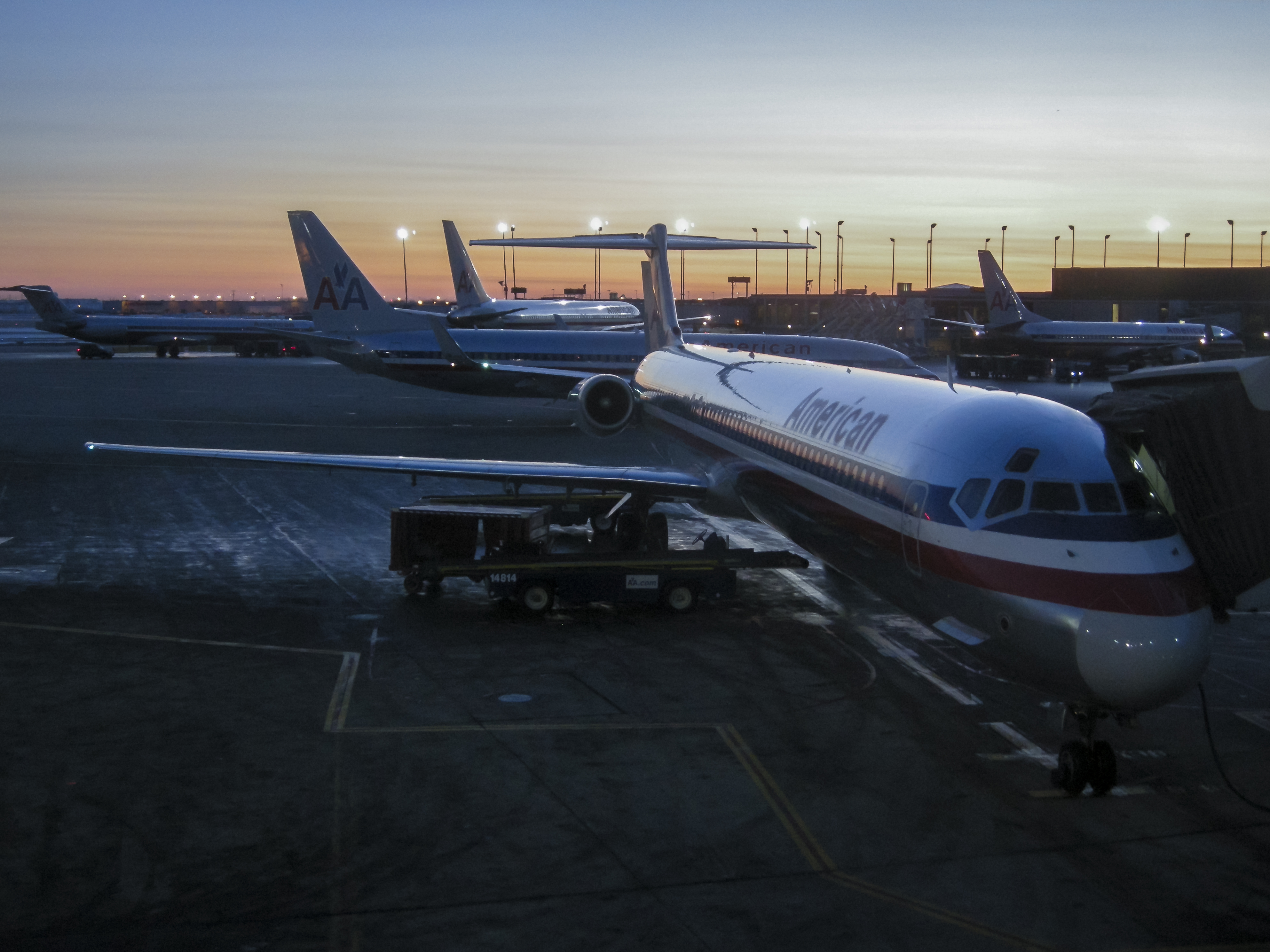
Boeing 767 à l'aéroport international O'Hare.

La région de Chicago est également desservie par quatre aéroports internationaux :
L'aéroport international O'Hare de Chicago (ORD) est le quatrième aéroport du monde par nombre de passagers, le deuxième aéroport des États-Unis derrière l'aéroport international Hartsfield-Jackson d'Atlanta et le plus important de la région du Midwest. Il se situe sur le territoire de la ville de Chicago, dans le quartier d'O'Hare à l'extrémité nord-ouest de la ville, à environ 27 kilomètres de Downtown Chicago.
L'aéroport international Midway de Chicago (MDW) est le deuxième aéroport en importance dans la région et se situe aussi sur le territoire communal de Chicago à cheval sur les quartiers de Clearing et Garfield Ridge, dans le sud-ouest de la ville.
L'aéroport international de Gary/Chicago (GYY) dessert essentiellement la partie sud de l'aire métropolitaine de Chicago. Il se situe sur le territoire de la ville de Gary, une commune industrielle du nord-ouest de l'Indiana située en banlieue sud-est de Chicago.
Enfin, l'aéroport international de Rockford/Chicago (RFD) dessert la partie ouest et nord-ouest de l'aire métropolitaine de Chicago. Il se situe sur le territoire de la ville de Rockford, une commune située à environ 115 km au nord-ouest de Chicago.
Pour répondre aux besoins de plus en plus grands, un projet de cinquième aéroport dans la région de Chicago est à l'étude depuis plusieurs années. Il verrait le jour ces prochaines années et se situerait dans la partie sud de l'agglomération, plus spécifiquement dans le comté de Will.

## Médias
Chicagoland Television est une chaîne de télévision locale basée à Chicago et qui couvre l'ensemble du territoire de la région métropolitaine.